# 星野鉄郎

大泉アニメゲートに設置されているキャラクターモニュメントのメーテルと星野鉄郎（左）。

星野 鉄郎（ほしのてつろう）は、松本零士原作のマンガおよびアニメ『銀河鉄道999』の登場人物で本作品の主人公。アニメの声優は野沢雅子。

## キャラクター解説
永遠の命に憧れ、機械の体を無料で貰えるという終着駅の星を目指してメーテルと共に999号で旅をする主人公の少年。地球生まれで、年齢はTV版では10歳、劇場版1作目の時点では15歳。原作漫画劇中で具体的な時代設定などは明かされていないが、TV版では第1話冒頭のナレーションで時代設定が西暦2221年とされていることから、TV版に限っていえば西暦2210年から2211年に生まれたことになる。
幼い頃に父（後述）を失い、女手一つで育ててくれた母（本名・加奈江）と二人で極貧の環境の中で少年時代をすごす。ただしTV版第4話などでの回想シーンでは生前の父を含め親子三人で暮らしていた様子も描かれており、貧しいながらも幸せに暮らしていた時期もあったようだ。また、90年代後半に入って発表された「エターナル編」において、加奈江が実は第2子を身ごもっていたが、過労により無理がたたって流産してしまい、この世に生まれてくることができなかった妹がいたことがメーテルの弁で明らかになった。

## 性格・人物
好奇心旺盛で、それがもとで事件に巻き込まれることも少なくない。「化石の星」では、美しい女性の姿をした化石を見つけた鉄郎は間近で見ようとメーテルの忠告も聞かずに列車から外へ出た結果、「化石の戦士」と遭遇して背中を袈裟懸けに斬られた上にパスを奪われたこともあった。また、メーテルや車掌も忠告する際になぜそれをやったら駄目なのかを言わないことが多く、それがかえって彼の好奇心を煽る結果にもなっていた。
短気で喧嘩っ早いところがあり、作中で取っ組み合いの喧嘩に及んだことも多かった。だが、そうした相手とは後に和解し、お互いに相手を認め合える仲になった者もいる（例：サケザン大陸のサケザン、永久戦斗実験室のゼーダなど）。また、正義感の強さから悪いことなどを見過ごせない性分に加えて他人のことを放っておくことができないところがあり、TV版ではこの部分が原作に比べて強調されている。そのため、人によってはおせっかいと捉える向きもある。また、弱者を見捨てられない性格から「白骨の歌」では殺人犯の汚名を自ら被っている。責任感が非常に強く自分が仕出かした失敗の種は必ず自分で刈るタイプである。
金銭感覚にやや疎いところがあり、銀河鉄道株式会社から支給された金貨を「自分が稼いだものではないから」として、火星の大シルチスの酒場の親父に金貨を全部渡そうとした際、お金を大切にするよう注意されているが、その後に停車したトレーダー分岐点では女性にラーメンを恵んだところ、他の者からも恵んでくれと言われた挙句、大勢に食事をおごるはめとなり、金貨を使い果たしたこともあった。ただし、女性にラーメンを恵んだのも善意によるものであり、彼の優しさから来るものである。その「優しさ」に触れた女性、もしくは人の良さに付け込んだ女性から同居を求められることが度々あり、それがトラブルになることも多い（「泥のメーテル」など）。
「機械の体をタダでもらえる星」に行くために必要な999のパスは本来非常に高額であるため、それをメーテルからタダでもらったことには負い目を感じていることに加え、パスをもらう条件として「メーテルを連れて行く」という約束を彼女と交わしていたことから「石にかじりついてでも機械の体をタダでくれる星に行く」として、終着駅にたどり着くまでのどんな苦労も厭わなかった。「重力の底の墓場」（TV版7・8話）で鉄郎は旅の途中で機械の体になる機会を得ているが、それを拒否している。また「二重惑星のラーラ」（TV版14話）では、鉄郎は惑星「完全機械化」で生身の人間になろうとしていた女性の機械化人・ラーラに人格を入れ替えられる形で自分の体を奪われ、奇しくも機械の体を手に入れることになったが、彼は「父さんと母さんからもらったこの体が一番」という理由で自分の体を取り戻している。
原作においてメーテルの母・プロメシュームは終着駅で自分の前に赴いた鉄郎を「心優しい少年」、「歯を食いしばって歩き通す強い心を持った男の子」と評し、メーテルは「心の温かい子」と評している。
本編中、車内で読書したり、メーテルに勉強を教えてもらったりする描写はない。列車が止まり長時間の退屈という試練を課せられたときも、図書館車があるにもかかわらず本はドミノのようなおもちゃとするだけだった。ただしエターナル編では、鎖を壊すために熱心に本を読んでいた。

## 嗜好・信条
重度の風呂嫌いで、「ワニは歯を磨くか、ライオンは風呂に入るか」を信念としており、メーテルだけでなく車掌にまで注意されるほどである。「雪の都の鬼子母神」を映像化したTVアニメ27話では、寒いことに加えて母が死んだ雪の晩を想起させることから「冬は嫌い」と発言している。
エターナル編では風呂嫌いに加えて散髪嫌いであることも判明し、メーテルに再会するまでの1年ほどの間、風呂にも入らず、散髪も行わなかったために身体中が垢と埃とフケにまみれていた上に、足元まですっぽりと覆うほどの長髪になっていた。その後、機関車の中に入った時に静電気で感電したので、ようやく入浴と散髪を行った。歯磨きもあまり行わなかったが、「宇宙僧ダイルーズ」で総入れ歯になる危機を迎えたこともある。食事の嗜好に関して基本的に好き嫌いはないが、一番の大好物は「人類の口の永遠の友」ラーメン。それも「合成宇宙ラーメン」などの合成食品ではなく、「本物」には特に目がない。またビフテキも好物で、初めて999号の食堂車で口にしたのもそれであった。パンよりもライスが好き。「マカロニグラタンの崩壊」では、マカロニグラタンを食べながら「もっと歯ごたえのあるものが好き」というセリフもある。また、出された食事はどれだけ量が多くても、全て食べきっている。

## 容姿・服装など
顔立ちについては原作・TV版と劇場版旧2作では大きく異なっている（後述）。
背中を「化石の戦士」にサーベルで袈裟がけに斬りつけられ、メーテルによる縫合の際に本人の希望で縫い目を残したため、以後この傷は彼の身体的特徴の一つとなっている。作品中で斬られた描写が無かった劇場版2作目の入浴シーンでも傷跡は描かれているが傷の位置と大きさは原作・TV版と異なる。1作目の後の物語となる2作目では、冒頭から機械化人たちと戦うパルチザンとしてその身を投じており、過酷な戦いを繰り返していたらしく、戦いの最中に同様の傷を負ったと推察される。集英社のコバルト文庫による劇場版2作目のノベライズ本では、「化石の戦士」のTV版エピソードが999に乗車中の鉄郎の回想という形で挿入されている。
宇宙海賊として名高いハーロックの友人・大山トチローが着用しているものと同じ帽子とマントを着用し、戦士の銃・コスモドラグーンの所有者。これは土星の衛星タイタンで出会った老婆（劇場版ではトチローの母、摂子とされる）から、土星射病避けのための帽子と一緒に譲り受けたもので、マントの下は赤いTシャツにブルージーンズを着用している。映画第1作と2作ではマントの下に本作のみの上着（両胸にファスナー閉じのポケットがある襟付き緑色ジャンパー）が付き、マントもトチローの母から一緒に渡され、ズボンの色も変更されている。
アニメでは母の形見としてロケットを所持しており、TV版と劇場版とでは大きく形状が異なる。TV版では円形のデザインでエンディング冒頭でも登場している。劇場版では裏に髑髏が描かれた甲虫のペンダントとなっており、“骨になっても闘う”という誓いの象徴と、“永遠の命”の象徴の組み合わせである。

## 劇中での軌跡
雪の晩、999号の駅のある地球の大都市・メガロポリスに向かう途上、母は機械伯爵に人間狩りの対象として撃ち殺された上に、その亡骸を持ち去られて剥製にされてしまう。鉄郎は母の仇討ちと、彼女の意志を継ぎ自ら「機械の体を無料でくれる星」に赴いて機械の体を手に入れることを誓う。漫画及びTV版では母の死後行き倒れたところをメーテルに助けられ、彼女から999のパスを貰い、共に銀河超特急999で旅をすることとなる。そして999で旅立つ前に機械伯爵の屋敷に赴き、母の仇討ちを遂げる。
劇場版1作目ではそれから数年後、メガロポリスのスラム街で成長した後の姿で登場。発券機で定期券を購入したばかりの機械化人のカップルから仲間と共に定期券を奪ったものの、機械ポリスの追跡から逃れる最中にそれを落としてしまう。その途中で出会ったメーテルから999の定期券を貰って彼女と共に999で旅をすることとなり、999の停車駅・惑星ヘビーメルダーに現れた機械伯爵の居城、時間城に赴いて仇討ちを遂げる。
当初は母の遺志であった「機械の体を無料でくれる星に行って、機械の体を手に入れる」という目的に固執していたが、道中の様々な星での出会いと別れ、様々な体験を経て限りある命の尊さを認識することとなり、当初は鉄の様に固かった信念は揺らいでいく。そして終着駅で、選択を迫られた時に――劇場版第1作では「機械化される」というだけで選択の余地はなかったものの――鉄郎は意思を固めることとなる。
機械帝国が崩壊した後は、英雄として全宇宙に名を轟かせている。劇場版第2作でも傷を負った鉄郎を助けたパルチザン・ミャウダーが彼の定期券に記載された名前を見て、「どこかで聞いた名前だと思っていたが、オレは大変な大物を助けたわけだ」と発言しており、英雄視されていたことがわかる。
劇場版第2作のその後を描いた『銀河鉄道999 ANOTHER STORY アルティメットジャーニー』では「機械化帝国の侵略から人類を解放した英雄」として移動中に空間鉄道警備隊（SDF）の護衛を受けたりグレートヤマト艦長から敬礼を受ける存在になっている他、暗黒宇宙メタノイド大帝星の次元予知コンピュータにより「光の宇宙侵攻計画の最有害人物」に指定されている。

## 鉄郎の人間性
「機械の体を貰って死んだ両親の分まで長生きする」という母との約束を果たそうとする彼の姿や、「他人のために力になりたい」という他者への思いやりは周囲の人間を動かし、彼を様々な窮地から救うこととなった。
TV版27話「雪の都の鬼子母神」では、貧民街の少女・ユキにビスケットの欠片を渡したことで鉄郎を丸焼きにして食べようとしたユキの母はそれを思い留まり、鉄郎を解放している。
「時間城の海賊」では、ニセハーロックの卑劣な罠にかかって時間の流れの中に落下したが、その部下であるレリューズは、鉄郎が男に捨てられた妹リューズを気遣っていたことなどから時間城に連れ戻し、最終的にニセハーロックを見限った。また自分の身を挺して鉄郎を助け、自身は粉々に砕け散ってしまった999号のウェイトレス・クレアの欠片を鉄郎が大切に持っていたことは、原作では大きな意味を持つこととなり、終着駅で鉄郎の危機を救うこととなった。プロメシュームの部下にしてクレアの母であるメノウは、そんな鉄郎を見て彼を惑星を支えるネジにすることを阻止、これにより鉄郎の「優しさ」に報いた。
この原作最終盤では、終着駅で先に待っていたメノウから、鉄郎に用意された機械の身体がネジであることを知らされ、車掌とともに驚愕の声を出すが、メーテルの責任が問われると言うと、悔しがりながらも、「どんな身体かなんて決まっていなかったのさ！」という趣旨の発言をしつつ、従う道を選ぶ。
一方、TV版では、原作・劇場版との最大の相違点としてネジの身体を強要されてはいない。112話『青春の幻影 さらば999 前編』では、原作のメノウに相当するナビゲーターとしてミライがつくが、普通に機械化人の暮らしぶりを紹介している。しかし鉄郎が機械の身体を拒否すると、惑星プロメシュームの官憲に「女王プロメシュームの御命令により貴様を逮捕する」と言われ拘束されるが、その場を立ち去りかけていたメーテルに「メーテル！ これは君の命令でもあるのか!?」と問いただすも、答えられないメーテルに対し、官憲に連行されながら「汚いぞ！ メーテル!!」と罵っている。
『銀河鉄道999 ANOTHER STORY アルティメットジャーニー』ではメーテルが鉄郎を「いつでも弱い者の味方」「どこかで泣いている人がいたら、そこがどんな地獄でも駆けつける男」「人の命を助けるためなら、全ての人類を敵に回すことも厭わない鋼鉄の信念を持った男」などと評している。

## 鉄郎の父について
幼いうちに亡くなったと言われる彼の父親に関しては、鉄郎は母から「機械の体を人間が買うことに反対して殺された」と聞かされていたことが原作第1話冒頭で明らかとなっており、TV版第1話では過労死したことが鉄郎の母の台詞で示唆されている。また、TV版では第4話や第86話などの鉄郎の回想シーンでその姿が描かれており、86話での描写は鉄郎の母の弁を裏付けるように働きづめの生活を送っている様子が描かれた。
劇場版2作目ではかつてハーロックの同志で、後にスタンスの違いから袂を分かち機械帝国側につき、瞬間移動能力を有する最強の機械化人になった黒騎士ファウスト（声：江守徹）であるとされる。彼は鉄郎との対決の後、はっきりと名乗ってはいないものの鉄郎の成長を実感した言葉を彼に遺し、その対決で負けはしたが、最後まで息子に対する想いは機械化人間になっても変化していなかった。鉄郎を息子とはっきり言ったのは大暗黒彗星「サイレンの魔女」に飲み込まれる直前であった。プレイステーション用ゲーム『松本零士999 〜Story of Galaxy Express 999〜』では、登場シーンこそないもののプロメシュームやその腹心であるシェイド卿のセリフでその名が言及されている。また、トチローも同ゲーム開始時に機械伯爵の返り討ちに遭いかけた鉄郎の身を案じたメーテルに対し、「奴の息子だ、案外しぶといぜ」と言って落ち着かせ、救助に赴いたが、「奴」とは盟友だったファウストの事を指しているのを窺わせる。劇場版2作目のその後を描いた『銀河鉄道999 ANOTHER STORY アルティメットジャーニー』ではガイゼルというファウストに似た黒騎士が登場するが、ハーロックに「今度は死ぬなよ」と言われたり、鉄郎を見て「相変わらず元気がいい」と言うなど、ファウストと同一人物であることを窺わせる記述が登場する。
『キャプテンハーロック～次元航海～』では機械化人になる前のファウストが「星野剛造」という名前で登場する。
彼についてはアメリカのSF映画『スター・ウォーズ』に登場するダース・ベイダーとの類似点がよく指摘される。デザインについてはケイブンシャの『さよなら銀河鉄道999大百科』及び徳間書店から発売された当作品のロマンアルバムにおいて、鉄郎の父ファウストをデザインする際、ダース・ベイダーを基にしたことが明記されている。その一方、その正体が父親であることについては、作品テーマの一つである少年から大人への成長、その過程での試練としての親子対決という必然からのものであり、ダース・ベイダーとの類似性については全くの偶然であることが、LD-BOX内の解説にて明記されている。
なお、原作では、ガラクタを寄せ集めて作った自らの身体を恥じて暗黒星メフィストに隠れ住み、自分を見た者は全て殺すという「黒騎士」が登場する。TVアニメでは、不動産会社に騙されて惑星メフィストを買ったが、暗黒惑星になってしまい楽しく友達と暮らす夢は叶わず、友達になってくれと鉄郎に頼むが断られメーテルを襲ったため、鉄郎に倒されたとの設定になっている。その黒騎士は、黒騎士ファウストとは何の関係もないが、ファウスト、メフィストの名前はどちらもゲーテの戯曲・『ファウスト』の登場人物の名前に由来している。

## 他作品のキャラクターとの関係
原作と劇場版では若干の差異がある。ここでは主に原作を基に記す。
ハーロックは自分の名を騙る偽者を倒しにやって来たようだが、鉄郎を男と認めてその始末を任せ、自身は何もせずに立ち去った。なお、TV版では陰ながら鉄郎を見守り、彼が時間城に着くまで目立たない形で助力しているシーンもある。
エメラルダスは999号を襲撃して来たことがある。ただし彼女の意に反しての事であり、実際に襲撃を指示したのは影武者用のアンドロイドで、本人は病床に伏せっていた。鉄郎がアンドロイドを倒すのを見届けると、再び部下を掌握して去っていった。
『元祖大四畳半大物語』の主人公・足立太の住む星（20世紀の地球と酷似している）を訪れた際、パスを盗まれ、彼の隣の部屋にメーテルと一緒に転がり込む羽目になった。鉄郎が「押入れにサルマタの法則」を学んだのはこの時である。また、プレイステーション用ゲーム『松本零士999』では、『男おいどん』の大山昇太と共演している。
漫画およびTV版のアンドロメダ編ではトチローとの接点は描かれていないが、劇場版第1作で鉄郎はトチローと出会い、惑星ヘビーメルダーにあるデスシャドウ号の中で彼の最期を看取っている。病床で死に瀕したトチローの指示で鉄郎がスイッチを入れることで、トチローの魂は親友ハーロックの乗艦であるアルカディア号の中央大コンピューターに転送された。漫画エターナル編では、生前の姿を模したコンピュータ・ホログラムとして出現したトチローと一時行動を共にしている。

## 原作・TV版と劇場版旧2作の設定の違い

劇場版の星野鉄郎とメーテル

TV版では設定年齢10歳でキャラクターデザインは原作を継承している。原作及びTV版の顔は、TV版「怒髪星」のエピソードでその星の住民から「ジャガイモのような顔」と言われている。
一方、劇場版1作目では設定年齢が10歳から15歳に引き上げられ（母親の死からメーテルとの出会いまで5年のタイムラグが設けられ、同時に機械伯爵との因縁が深くなっている）、それに伴って鉄郎の性格なども10代の若者らしくなり、物を見る視点もメーテルに近くなっている。また、TV版に比べて瞳の大きさが目立つ凛々しい顔立ちになっている。15歳に引き上げられたのは、TV版のファンの年齢層が想像以上に高かったためである。また劇場版に青春ドラマの要素を盛り込もうとしたためでもある。
見違えるような顔つきの変化だが、劇中回想の10歳の頃の鉄郎は原作・TV版と同じ姿であり、成長した姿であることが描写される。また、だんご鼻やガニ股が特徴として残っており、気が抜けると目の形が原作やTV版のような形になるカットも確認できる。劇場版3作目の「エターナルファンタジー」では原作の漫画、TV版を踏襲したものに戻されたが、『銀河鉄道物語』のOVAでは劇場版旧2作の大人顔を踏襲したものになっているほか、英雄視されている描写などもこの劇場版第2作の描写を踏まえたものとなっている。島崎譲作画による原作エターナル編のリブート版的作品になる『銀河鉄道999 ANOTHER STORY アルティメットジャーニー』は明確に劇場版旧2作の続編として描かれているため、鉄郎の容姿もこの設定がベースになっているが目の輝きが増してより凜々しい顔つきになっており、気合いが入ると歯が剥き出しの大口になるなど原作版の要素も混ざっている。ラインの黄金のエピソードでは渡し守のハーゲンから「チンチクリン」と呼ばれていた。
また劇場版旧2作では取り入れられていないために、鉄郎の設定として有名なものの中で現時点ではこちらの鉄郎には設定されているか不明確な設定が2つある。
- 原作/TV版ではラーメンが好物であるが、こちらの鉄郎では不明。
- 原作/TV版『化石の戦士』(TV12・13話)で化石の番人を自称する男に斬りつけられた際に背中に大きな傷痕を負ったが、こちらも不明[11]。

松本の別作品『蜃気楼フェリー　アイランダー0（レイ）』の表紙イラスト（少年画報社版および大都社版）には、この劇場版の鉄郎に似た少年が描かれている。
惑星メーテルに着いた際、劇場版では機械人の護衛にそれを聞かされた後、問い詰めたが沈黙し否定しなかったその時にメーテルを「汚いぞ！」と怒鳴りつけると共に平手打ちし、直後に背後から警棒で殴られ昏倒している。
原作とTV版は鉄郎とメーテルとの間に恋愛感情があるかは曖昧に描かれていたが、劇場版は鉄郎がメーテルに告白したこととドクター・バンがメーテルの胸の内を暴露したことで相思相愛であることが明確化されている。その行方は劇場版の後日談である『銀河鉄道999 ANOTHER STORY アルティメットジャーニー』にて「メーテルの差し出した左手薬指に鉄郎がラインの黄金の指輪を捧げる」という形で実を結んでいる。

## 補足
```
*原作及びTV版では旅に出た当初はメーテルから貰った一般的な
ライフル銃
を所持していた。機械伯爵一味を射殺したのもこの銃である。
```

- 原作及びTV版では一部のエピソードで鉄郎もトランクを持ち歩くことがある。中身は帽子とマントと戦士の銃（身に付けていない場合）の他は果物などの食べ物が主にが入っている。
- 名前の由来は「星の海を鉄道で行く少年」から[13]。